# Marcel Borràs
Marcel Borràs, né à Olot (province de Gérone) le 27 novembre 1989, est un acteur espagnol connu pour son travail dans des films tels que Tres metros sobre el cielo (Trois Mètres au-dessus du ciel) et Tengo ganas de ti, et pour avoir joué le rôle de Roger dans la série télévisée Pulseras rojas (Les Bracelets rouges)
En 2007, il a créé une compagnie théâtrale avec l'acteur Nao Albet, avec qui il a écrit et mis en scène plus d'une demi-douzaine de pièces telles que Atraco, paliza y muerte en Agbanäspach, HAMLE.T.3 et Mammón, entre autres. En novembre 2016, ils ont reçu le prix « Ojo Crítico de Teatro » de la RNE.

## Carrière
Borràs a principalement participé à des productions régionales en Catalogne. Sur le petit écran, il est connu pour avoir fait partie de la distribution de séries qui ont connu un grand succès auprès du public, telles que Pulseras rojas et Citas. Au niveau national, il a participé à des séries telles que Carlos, rey emperador sur Televisión Española, Sé quién eres sur Telecinco, et Tiempos de guerra sur Antena 3, entre autres. En mai 2018, la série Matar al padre, réalisée par Mar Coll, a été diffusée en avant-première sur Movistar+.
Sa première incursion dans le cinéma s'est faite dans le film 53 días de invierno, de Judith Colell. En 2010, il a présenté jusqu'à 5 films dont El diario de Carlota de José Manuel Carrasco, Cruzando el límite de Xavi Giménez et Tres metros sobre el cielo de Fernando Gómez Molina. En 2017, il joue dans le film Incerta glòria aux côtés de Bruna Cusí, Oriol Pla et Núria Prims, réalisé par Agustí Villaronga et dont l'action se déroule pendant la Guerre d'Espagne.
Avec son compatriote Nao Albet, il a écrit et mis en scène plus d'une demi-douzaine de pièces, dont HAMLE.T.3 et Mammón, dont la première version catalane a eu lieu au Teatre Lliure de Barcelone et qui, en 2018, a fait le saut dans la capitale espagnole avec une version espagnole mettant en vedette Irene Escolar et Ricardo Gómez,.
En 2016, il a reçu, avec Nao Albet, le Prix Ojo Crítico du théâtre de RNE.

## Filmographie
| Année       | Série (titre original)                | Série (traduction titre)                    | Chaîne     | Rôle                  | Notes       |
| ----------- | ------------------------------------- | ------------------------------------------- | ---------- | --------------------- | ----------- |
| 2008        | Serrallonga, la llegenda del bandoler | Serrallonga, la légende du bandit           | TV3        | Vermell               | 2 épisodes  |
| 2009        | Hospital Central                      | Hôpital Central                             | Telecinco  | Néstor                | 1 épisode   |
| 2010        | La Riera                              | La rivière                                  | TV3        | Nen                   | 1 épisode   |
| 2010        | La sagrada família                    | la sainte famille                           | TV3        | Robert                | 1 épisode   |
| 2011 - 2013 | Pulseras rojas                        | Les bracelets rouges                        | TV3        | Roger                 | 14 épisodes |
| 2012        | Germanes                              | Allemands                                   | TV3        | Igor                  | Téléfilm    |
| 2012        | 13 maneres de quedar-se sol           | 13 façons de rester au soleil               | TV3        | Martí                 | 1 épisode   |
| 2012        | Carta a Eva                           | Lettre à Eva                                | La 1       | Genaro                | 2 épisodes  |
| 2013        | Familia: Manual de supervivencia      | Famille : Manuel de survie                  | Telecinco  | Lolo                  | 3 épisodes  |
| 2013        | Descalç sobre la terra vermella       | Pieds nus sur la terre rouge                | TV3        | Moura                 | 1 épisode   |
| 2013        | Salaó                                 | Entrée                                      | TV3        | Isaac                 | 1 épisode   |
| 2014        | Cuéntame un cuento: Hansel y Gretel   | Raconte-moi une histoire : Hansel et Gretel | Antena 3   | Frère (Hansel)        | 1 épisode   |
| 2014        | 39+1                                  | 39+1                                        | TV3        | Iu                    | 1 épisode   |
| 2014        | Hermanos                              | Frères                                      | Telecinco  |                       | 2 épisodes  |
| 2016        | Cites                                 | Citations                                   | TV3        | Marcel                | 3 épisodes  |
| 2016        | Carlos, rey emperador                 | Charles, roi empereur                       | La 1       | Philippe II d'Espagne | 4 épisodes  |
| 2017        | Tiempos de guerra                     | Temps de guerre                             | Antena 3   | Pedro Ballester       | 9 épisodes  |
| 2017        | Sé quién eres                         | Je sais qui vous êtes                       | Telecinco  | Santiago "Santi" Mur  | 14 épisodes |
| 2018        | Matar al padre                        | Tuer le père                                | #0         | Tomás Vidal           | 4 épisodes  |
| 2019        | Promesas de arena                     | Promesses de sable                          | La 1       | Jaime                 | 5 épisodes  |
| 2020        | El Ministerio del Tiempo              | Le ministère du temps                       | La 1       | Carlos                | 2 épisodes  |
| 2020        | Escenario 0                           | Scénario 0                                  | HBO España |                       | 1 épisode   |
| 2020        | Patria                                | Patrie                                      | HBO España | José Carlos           | 2 épisodes  |

| Année | Titre (original)           | Titre (traduction)             | Rôle   | Notes           |
| ----- | -------------------------- | ------------------------------ | ------ | --------------- |
| 2017  | Incerta glòria             | Gloire incertaine              | Lluis  | Protagoniste    |
| 2012  | Tengo ganas de ti          | Je me sens comme toi           | Chico  | Rôle secondaire |
| 2011  | Puzzled Love               | L'amour perplexe               | Lucas  | Rôle principal  |
| 2010  | Bruc, el desafío           | Bruc, la légende               | Miquel | Rôle secondaire |
| 2010  | Tres metros sobre el cielo | Trois mètres au-dessus du ciel | Enfant | Rôle secondaire |
| 2010  | Cruzando el límite         | Franchir la frontière          | Fran   | Protagoniste    |
| 2010  | El diario de Carlota       | Journal de Carlota             | Oriol  | Rôle principal  |
| 2010  | El mal ajeno               | Le Pacte du mal                | Juanjo | Rôle secondaire |
| 2007  | Dibujo de David            | Dessin de David                | Pons   | Court métrage   |
| 2006  | 53 días de invierno        | 53 jours d'hiver               |        | Rôle secondaire |

## Récompenses
- Prix Butaca de la meilleure pièce pour Democracia, avec Nao Albet, en 2010.
- Prix de la critique des Arts Escèniques de la meilleure pièce pour Mammón, avec Nao Albet, en 2016.
- Prix Ojo Crítico du théâtre de RNA, avec Nao Albet, en 2016[7].

## Vie privée
Il est le compagnon d'une autre actrice, Aina Clotet, avec qui il a une fille née en 2016 et un fils né en février 2019.